# Букер Вашингтон
Букер Таліафер (або Тальяферро) Вашингтон (англ. Booker Taliaferro Washington; 5 квітня 1856, Вірджинія — 14 листопада 1915, Таскігі, Алабама) — один з найвидатніших просвітителів та борців за освіту афроамериканців, оратор, політик, письменник.

## Життя
Букер Вашингтон народився на одній з плантацій в штаті Вірджинія 5 квітня 1856 року. Він був сином чорної рабині та невідомої йому білої людини. Його мати працювала куховаркою в будинку плантатора. У дитинстві, як й інші раби, не мав прізвища, а після закінчення Громадянської війни 1861–1865 років в США, яка принесла визволення чорношкірим рабам, Букер вибрав собі прізвище першого Президента США Джорджа Вашингтона.
Після того як Авраам Лінкольн підписав Прокламацію про звільнення рабів, що поклала кінець експлуатації негрів та надала їм свободу від своїх колишніх господарів, мати Букера залишила плантацію. Разом зі своїми дітьми вона перебралася в місто Молден, штат Західна Вірджинія, поряд із столицею штату Чарлстон. Там маленький Букер самостійно вивчився читанню, а потім закінчив недільну школу, відкриту для дітей негрів.
Щоб хоч якось підтримувати свою сім'ю та допомогти матері, вранці перед школою він підробляв, перекидаючи вугілля в кочегарці. Працював на солеварні, у вугільних шахтах, але продовжував займатися самоосвітою.
1872 року, в сімнадцять років, він вступив до Гемптонського загального сільськогосподарського інституту для студентів з чорним кольором шкіри у Віргінії, де негрів навчали за програмами середньої недільної школи. Там він навчався протягом трьох років. Закінчивши його, став учителем у негритянських школах Півдня та навіть короткий час працював секретарем генерала Самуеля Армстронга, ректора Гемптонського інституту.
Потім Букер Вашингтон переїхав у Вашингтон, де продовжив освіту. 1879 року отримав диплом вчителя і став викладати в Гемптонському інституті, куди була прийнята перша партія учнів-індіанців.

## Літературна діяльність
Букер Вашингтон написав кілька книг. Найвідоміша називається «Піднесись від рабства».

## Політична діяльність
Букер Вашингтон був чудовим оратором, одним з видатних просвітителів та борців за освіту негрів. У вересні 1895 року при відкритті торгово-промислової виставки в місті в Атланті (штат Джорджія) виголосив промову, виклавши свою соціально-політичну концепцію, складається в расовому та класовому світі та тісній співпраці білого та кольорового населення Сполучених Штатів. Він став першою в історії Америки чорною людиною, яка виступила перед білою аудиторією.
У своїй промові Букер Вашингтон просив рівноправності лише в двох сферах: в отриманні роботи і в підприємництві. Його мова за 10 хвилин сформувала расову політику на півдні та зробила Букера Вашингтона вождем негритянського народу.
Букер Вашингтон вмів привернути до себе уваги слухачів, і незабаром його публічні виступи стали приносити матеріальні плоди для інституту Таскігі.
Президент Теодор Рузвельт радився з ним щодо призначень на державні посади чорних та навіть білих жителів півдня.
1896 року Букер здійснив подорож по Європі (Антверпен, Гаага, Париж та Лондон). Під час подорожі Вашингтон познайомився з Марком Твеном, був прийнятий королевою Вікторією. Повернувшись до США, Вашингтон став визнаним лідером тієї частини чорношкірого населення Америки, які вважали за необхідне мирне вирішення расової проблеми.

## Таскігі
Генерал Армстронг рекомендував Букера Вашингтона як організатора навчального процесу в щойно відкритий Індустріальний педагогічний інститут для людей з чорним кольором шкіри в Таскігі, штат Алабама. 1881 року Букер Вашингтон став директором інституту для учнів-негрів в Таскігі. інститут в Таскігі давав середню освіту з ухилом для роботи в промисловості.
Цьому навчальному закладу катастрофічно не вистачало коштів, грошей не було навіть для того, щоб докупити достатньо землі та побудувати на ній навчальні корпуси. Коли на початку першого навчального року в Таскігі зібралися студенти, то лекції їм довелося слухати на підлозі розваленої будівлі старої церкви.
У Таскігі Букер Вашингтон створював умови для нормального навчання своїх студентів та одночасно вів викладацьку діяльність. Вашингтон розширив навчальну базу інституту й запровадив вивчення сільськогосподарських предметів та ремесел. З року в рік він роз'їжджав по країні, коли в невеликому візку, а коли верхи на мулі, збираючи гроші для свого інституту. При цьому рівень його інституту був такий, що переймати досвід та особливо досвід агрономічної школи приїжджали з Європи, Китаю та Японії.
За життя Вашингтона інститут Таскігі продовжував рости та розвиватися. Університетський комплекс та студентське містечко складалися вже з більш ніж сотні нових будівель, а число студентів досягло 1600 осіб.
Інститут Таскігі є найкращим пам'ятником діяльності Букера Вашингтона.

## Вислови та афоризми
- Великі люди розвивають в собі любов, і лише дрібна душа плекає дух ненависті.
- Жодна людина, яка привносить щось в матеріальний, інтелектуальний та моральний добробут того суспільства, в якому вона мешкає, ніколи не залишається довгий час ненагородженою.
- Існує два способи прикладання сили: штовхати вниз і тягнути вгору.
- Коли ми торкаємося іншої людини, ми або допомагаємо їй, або заважаємо. Третього не дано: ми або тягнемо людину вниз, або піднімаємо її вгору.
- Зіштовхнути вниз слабку людину, що намагається встати на ноги, — це дуже легко, для цього потрібно не так вже багато розуму, щедрості та організаторських здібностей. Це може зробити будь-хто. А справжня велич, щедрість та державний розум проявляються у постійному заохоченні кожної людини до того, щоб вона перетворилася на самого корисного, інтелігентного та патріотичного громадянина.
- Колиска особистого успіху в житті — це збереження дружби, довіри та поваги з боку найближчого вашого сусіда.
- Я зрозумів, що успіх повинен вимірюватися не стільки становищем, якого людина досягла у своєму житті, скільки тими перешкодами, які їй довелося подолати на шляху до успіху.
- У тій мірі, в якій людина витрачає себе заради великої мети, в тій же самій мірі вона знаходить в своїй роботі найвище щастя.
- Найвищий критерій цивілізації тієї чи іншої раси — це її готовність протягнути руку допомоги менш щасливим народам.
- Якщо ти хочеш піднестися, допоможи піднятися комусь іншому.
- Життя, гідне свого імені, — це присвята себе благу інших людей.
- Я переконаний, що життя будь-якої людини має бути наповнене постійними та несподіваними стимулами, які будуть спонукати її триматися кожний день на найвищому рівні.